# Campaña persa contra los escitas
La campaña persa contra los escitas fue una campaña militar realizada por el rey Darío I del Imperio aqueménida contra la Escitia europea en 513 a. C. Los escitas eran pueblos de lengua iraní que habían invadido Media, se rebelaron contra Darío I y amenazaron con interrumpir el comercio entre Asia Central y las orillas del mar Negro, ya que vivían en el territorio entre aquel mar y los ríos Danubio y Don. Las operaciones militares ocurrieron en lo que hoy es Ucrania y el sur de Rusia.
Los escitas lograron evitar una confrontación directa gracias a su estilo de vida móvil y su falta de asentamientos (excepto Gelonus), mientras que los persas sufrieron fuertes pérdidas por la táctica de tierra arrasada del enemigo. Sin embargo, los aqueménidas lograron conquistar gran parte de sus zonas cultivables y dañar a sus aliados, obligándolos a respetar su poderío militar. Darío I detuvo su avance para impedir más bajas y construyó un sistema defensivo.

## Causas
Toda el área desde el centro de Tracia a Georgia y desde Ucrania hasta el nordeste del mar Mediterráneo formó una zona compacta con intereses económicos compartidos entre escitas, jonios, tracios y persas. En términos estratégicos, Darío I debió notar que algunos pueblos de tipo escita se habían expandido desde Ucrania hacia la actual Uzbekistán, formando una serie de peligrosos invasores nómadas.
Además, el control del mar Negro no reconoció divisiones internacionales. Los persas y griegos (algunos bajo control persa en Asia Menor y otros de las colonias del sur ucraniano) tenían el interés de controlar la fuente de exportaciones escitas de oro, granos y pieles. Como afirma The Cambridge Ancient History, Ctesias, un médico griego que vivió en la corte aqueménida hacia el 400 a. C., afirmó que antes de Darío I, un sátrapa de Capadocia llamado Ariaramnes cruzó el mar Negro hacia el norte y atacó las costas escitas con 30 pentecónteras, volviendo con hombres y mujeres escitas, incluyendo el hermano de un rey tribal.

## Fechas
Aunque Heródoto no menciona una fecha del año, The Cambridge Ancient History infiere que si un fragmento dice que Darío I marchó de Susa en la primavera de 513 a. C., habría llegado a Calcedonia en mayo y reunió sus fuerzas en el lado europeo en junio. Por lo tanto, puede haber cruzado el Danubio a fines de agosto.

## Campaña

Mapa de la campaña de Darío I. En rojo la marcha de su ejército y en azul el movimiento de su flota. En rojo intermitente la retirada persa.

Darío I cruzó el estrecho del Bósforo mediante un puente de barcas y conquistó gran cantidad de territorios europeos, luego atravesó el Danubio para luchar contra los escitas junto a su general Megabazo. Los nómadas evadieron el combate retirándose mientras quemaban el campo, arruinaban los pozos, interceptando convoyes, destruyendo pastos y librando escaramuzas. Darío I no vivía del terreno sino que era reabastecido por la flota. Durante la campaña quemó la gran ciudad de los budinos.
El ejército persa, buscando una batalla decisiva, persiguió a sus enemigos a través del territorio ucraniano, donde no había ciudades para conquistar ni suministros de los que alimentarse. En su frustración, Darío I envió una carta al rey escita Idantirso si lucharía o se rendiría. La respuesta del local fue que no lucharía a menos que los persas descubrieran y profanaran las tumbas de sus ancestros, hasta entonces continuaría su estrategia pues no tenía ni ciudades ni cultivos que perder.
A pesar de las tácticas escitas, la campaña persa fue relativamente exitosa. Según Heródoto, perdieron sus mejores tierras y muchos de sus aliados fueron dañados. Darío I ordenó parar a orillas del Oarus, donde hizo construir 8 fortalezas a 8 millas de distancia entre sí, básicamente un sistema de defensas fronterizas. Después de perseguir a los escitas hacia el este por un mes, los persas sufrían de hambre, fatiga y enfermedades. Darío I, sin deseos de sufrir más bajas, ordenó parar en cuanto llegaron al Volga y volver a Tracia. No había logrado forzar a los escitas a librar una batalla campal ni tenía razones para intentar retener el terreno ganado, así que abandonó los fuertes en construcción. Sin embargo, había conquistado suficiente territorio escita para hacerlos respetar el poder de su imperio.

## Consecuencias
La expedición terminó en un estancamiento y cuando llegó el invierno volvió a Tracia. Tal vez permaneció alguna forma de autoridad persa porque «escitas al otro lado del mar» (persa antiguo cuneiforme: 𐎿𐎣𐎠𐏐𐎫𐎹𐎡𐎹𐏐𐎱𐎼𐎭𐎼𐎹, Saka tayaiya paradraya) se mencionan como uno de los pueblos conquistados por Darío I en Naqsh-e Rostam. Sin embargo, al parecer, el poder persa jamás se asentó más allá del Danubio.
En definitiva, Darío I abandonó la idea de someter a los escitas, que podían resistirlo gracias a su estilo de vida nómada. En su resistencia, los locales estaban impulsados también por la autoridad de sus reyes, odio generalizado a los extranjeros y la creencia que el honor personal y de su tribu estaba en matar a sus enemigos. Las tribus escitas supieron colaborar entre sí, logrando obtener el apoyo de sus vecinos y demostrando un sentido mayor de identidad común que las polis griegas en las posteriores guerras médicas.

### Antiguas
- Heródoto. Historias. Libro 4. Digitalizado en Perseus. Basado en traducción griego antiguo-inglés por A. D. Godley, Cambridge: Harvard University Press, 1920.

### Moderna
- Chaliand, Gérard (2004). Nomadic Empires: From Mongolia to the Danube. Transaction Publishers. ISBN 141282978X.
- Fol, A. & Hammond, N.C.L. (1982). "Persia in Europe, apart from Greece". Capítulo 3f de Persia, Greece and the Western Mediterranean, c.525 to 479 BC. Volumen 4 de The Cambridge Ancient History. Cambridge University Press, editado por John Boardman, pp. 234-253. ISBN 978-0521228046.
- Shahbazi, Shapur (1996). "Darius I the Great". Encyclopedia Iranica, núm. 7, Nueva York: Columbia University.
- Vasilev, Miroslav Ivanov (2015). The Policy of Darius and Xerxes towards Thrace and Macedonia. BRILL. ISBN 9004282157.
- Woolf, Alex; Steven Maddocks; Richard Balkwill & Thomas McCarthy (2004). Exploring Ancient Civilizations. Marshall Cavendish. ISBN 978-0-7614-7456-2.
- Young Jr., T. Cuyler (1982). "The consolidation of the empire and its limits of growth under Darius and Xerxes". Capítulo 2 de Persia, Greece and the Western Mediterranean, c.525 to 479 BC. Volumen 4 de The Cambridge Ancient History. Cambridge University Press, editado por John Boardman, pp. 53-111. ISBN 978-0521228046.